# Dimerocostus argenteus
Dimerocostus argenteus är en enhjärtbladig växtart som först beskrevs av Hipólito Ruiz López och Pav., och fick sitt nu gällande namn av Paulus Johannes Maria Maas. Dimerocostus argenteus ingår i släktet Dimerocostus och familjen Costaceae. Inga underarter finns listade.